# Le Tueur de la pleine lune
Pour plus de détails, voir Fiche technique et Distribution.
Le Tueur de la pleine lune (Un delitto poco comune) est un giallo italien réalisé par Ruggero Deodato et sorti en 1987.

## Synopsis
Robert Dominici est un pianiste de 35 ans qui souffre de progéria, une maladie génétique qui accélère son vieillissement et lui procure des troubles psychiques. Incapable de supporter son état de santé, Dominici assassine son médecin et continue ensuite dans sa folie meurtrière. Alors que l'inspecteur Datti se met sur ses traces, Dominici décide de s'attaquer à sa fille, Gloria...

## Fiche technique
Sauf indication contraire, les informations mentionnées dans cette section peuvent être confirmées par la base de données cinématographiques IMDb,  présente dans la section « Liens externes ».
- Titre original : Un delitto poco comune[1]
- Titre français : Le Tueur de la pleine lune ou Le Fantôme de la mort[2]
- Réalisation : Ruggero Deodato
- Scénario : Gigliola Battaglini, Gianfranco Clerici, Vincenzo Mannino (it)
- Photographie : Giorgio Di Battista
- Montage : Daniele Alabiso (it)
- Musique : Pino Donaggio
- Décors : Paolo Innocenzi (it)
- Production : Pietro Innocenzi
- Société de production : Globe Films, Tandem Cinematografica, D.M.V. Distribuzione, Reteitalia
- Pays de production :  Italie
- Langue originale : italien
- Format : Couleur - 1,66:1 - Son mono - 35 mm
- Genre : Giallo
- Durée : 94 minutes[1]
- Dates de sortie: 
  - Italie : 11 mars 1988
  - France : 24 mai 1989[2]

## Distribution
- Michael York : Robert Dominici
- Edwige Fenech : Hélène Martell
- Donald Pleasence : Inspecteur Datti
- Mapi Galán : Susanna
- Fabio Sartor : Davide
- Renato Cortesi : Agent Marchi
- Antonella Ponziani : Gloria Datti
- Carola Stagnaro : Docteure Carla Pesenti
- Daniele Brado : Docteur Vanni
- Caterina Boratto : La mère de Robert
- Lewis E. Ciannelli : Primario
- Renata Dal Pozzo : Agent Corsi
- Giovanni Lombardo Radice : Père Giuliano
- Marino Masè : L'agent médico-légal
- Raffaella Baracchi : Laura
- Gianni Franco : L'inspecteur
- Emy Valentino
- Hal Yamanouchi : Le maître d'arts martiaux

## Production
Les prises de vues en extérieur ont été tournées à Pérouse, les intérieurs dans les studios Empire à Rome. Certaines scènes ont été tournées à Venise. L'église vénitienne où se confesse Dominici est celle de Santa Maria del Giglio.